# Kovalycha
Kovalycha (ukrajinsky Ковалиха, rusky Ковалиха – Kovalicha) je obce v Čerkaské oblasti na Ukrajině. Obec se nachází 18 km jihozápadně od Smily. V Kovalyše bylo objeveno sídliště z doby bronzové a sídliště Skytů.

## Původ názvu
Název této obce vznikl od slova „koval“, což znamená „kovář“. V 18. století se zde usadila skupina lidí, kteří zde začali s kovářstvím.